# 甘肃小檗
甘肃小檗（学名：Berberis kansuensis）为小檗科小檗属的植物，是中国的特有植物。分布在中国大陆的甘肃、四川、宁夏、青海、陕西等地，生长于海拔1,400米至2,800米的地区，见于山坡灌丛中及杂木林中，目前尚未由人工引种栽培。